# Lepidoblepharis conolepis
Lepidoblepharis conolepis — вид геконоподібних ящірок родини Sphaerodactylidae. Ендемік Еквадору.

## Поширення і екологія
Lepidoblepharis conolepis мешкають на західних схилах Еквадорських Анд в провінціях Пічинча і Котопахі. Вони живуть у незайманих вологих тропічних лісах, серед опалого листя. Зустрічаються на висоті від 1200 до 2000 м над рівнем моря. Відкладають яйця.

## Збереження
МСОП класифікує цей вид як такий, що перебуває під загрозою зникнення. Lepidoblepharis conolepis загрожує знищення природного середовища та зміни клімату.